# Olavus Stigh
Olavus Stigh, född i Styrstads församling, död omkring 1625 i Skällviks församling, var en svensk präst.

## Biografi
Olavus Stigh föddes i Styrstads församling och var son till kyrkoherden Jonas Stigh. Han blev 1604 student vid Uppsala universitet och prästvigdes 1 december 1608. Stigh blev 1611 kyrkoherde i Skällviks församling och avled där omkring 1625.